# National Rugby Championship (2014)

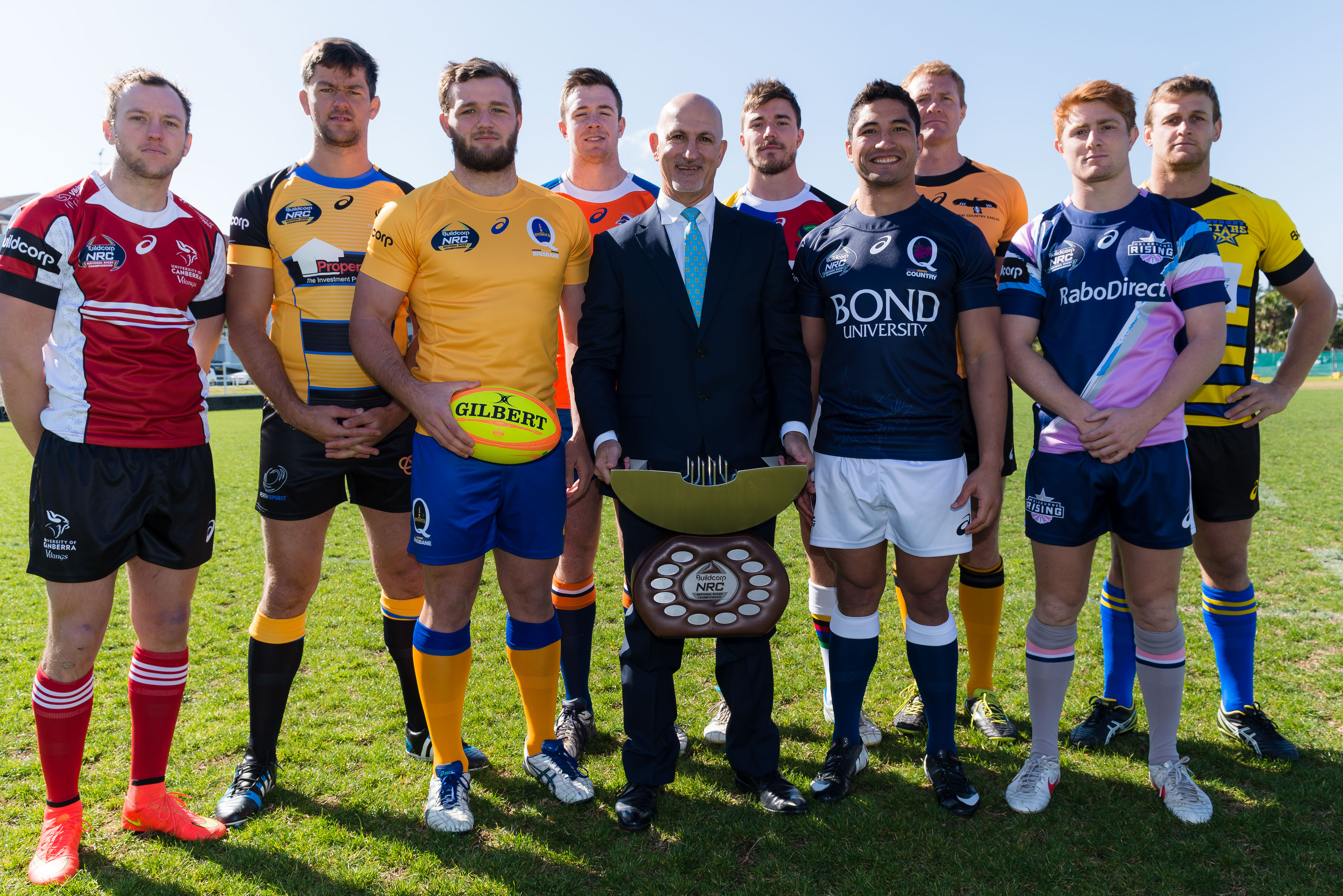
Kapitanowie zespołów z przedstawicielem tytularnego sponsora

National Rugby Championship 2014 (od nazwy sponsora Buildcorp National Rugby Championship) – pierwsza edycja National Rugby Championship, ogólnokrajowych męskich rozgrywek rugby union w Australii organizowanych przez Australian Rugby Union. Zawody odbyły się w dniach 21 sierpnia – 1 listopada 2014 roku, a triumfował w nich zespół Brisbane City.
ARU po każdej kolejce prezentował jej podsumowanie – fazę zasadniczą z kompletem punktów zakończył zespół Melbourne Rising. W półfinałach Rising i NSW Country Eagles uległy niżej sklasyfikowanym rywalom, a finale lepsza od Perth Spirit okazała się drużyna Brisbane City.
Najwięcej punktów w zawodach zdobył Jack Debreczeni z Rising, zaś w klasyfikacji przyłożeń z dziewięcioma zwyciężył gracz Eagles, Andrew Kellaway. Najlepszym zawodnikiem sezonu został uznany Sean McMahon. Spośród pięciu zawodników wskazanych przez Rugby Union Players' Association najlepszym według samych graczy został uznany Samu Kerevi.
Błąd sędziów w spotkaniu Rays–Stars doprowadził do uznania pierwszego w historii tego sportu „samobójczego przyłożenia”.

## Informacje ogólne

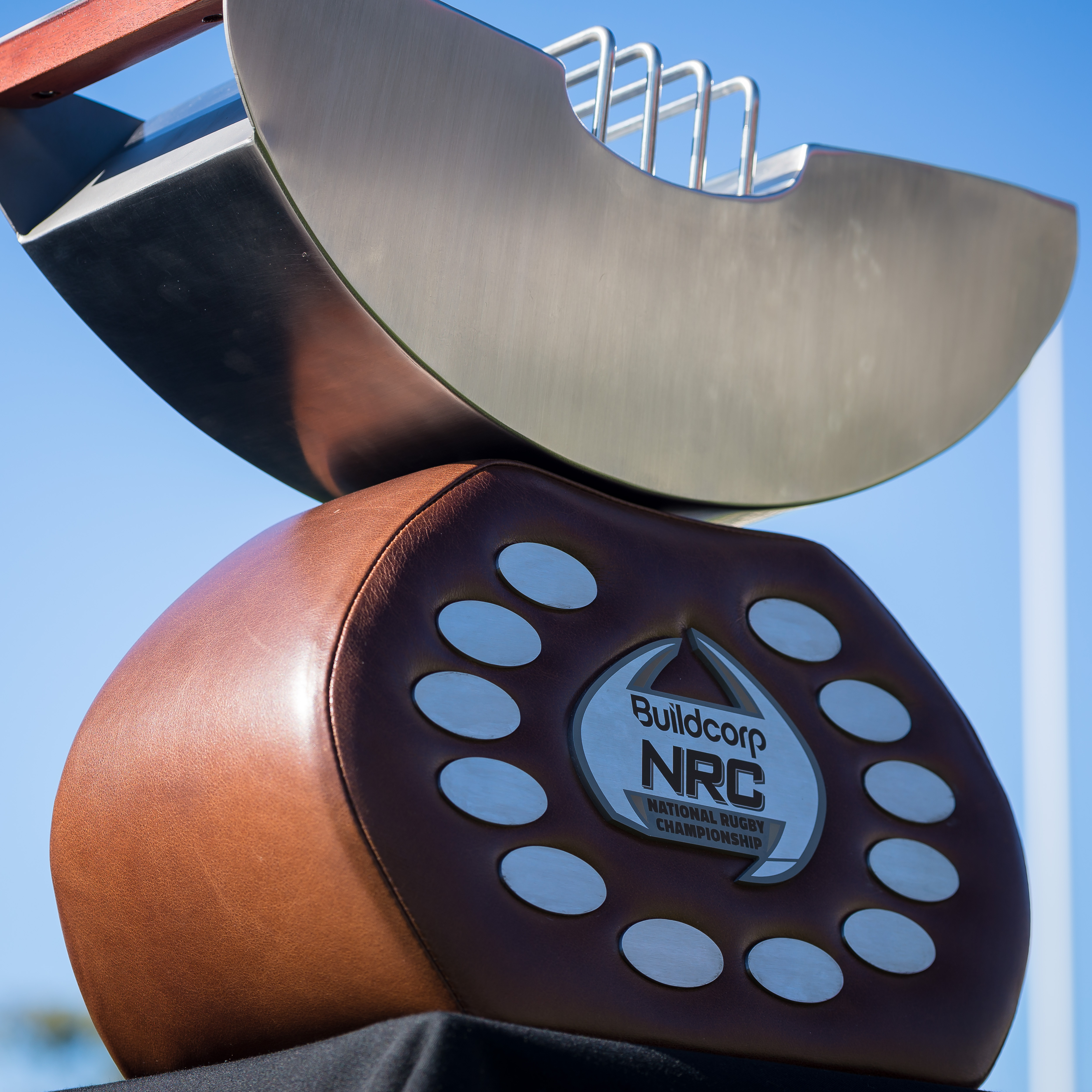
Trofeum

Chęć udziału w rozgrywkach zgłosiło czterdzieści jeden podmiotów. W marcu 2014 roku ogłoszono, iż w inauguracyjnym sezonie weźmie udział dziewięć drużyn, ustalono jednocześnie ramowy dwuetapowy harmonogram rozgrywek, w połowie lipca 2014 roku został natomiast opublikowany szczegółowy rozkład meczów. Rozgrywki w pierwszej fazie prowadzone były systemem kołowym w ciągu dziewięciu tygodni. Każda z drużyn spotkała się raz z każdym przeciwnikiem, łącznie rozgrywając osiem spotkań – cztery u siebie i cztery na wyjeździe. Z uwagi na nieparzystą liczbę zespołów podczas każdej kolejki jeden z nich pauzował. Druga część rozgrywek składać się będzie z dwurundowej fazy pucharowej – cztery czołowe zespoły awansowały do półfinałów, których zwycięzcy spotkają się w meczu finałowym rozegranym na boisku drużyny wyżej sklasyfikowanej po fazie grupowej. Jedno spotkanie z każdej kolejki sezonu zasadniczego, rozgrywane w czwartek, było transmitowane na żywo w Fox Sports, jak również wszystkie trzy mecze fazy pucharowej.
Australian Rugby Union ogłosił konkurs na zaproponowanie zmian zwiększających dynamikę i widowiskowość gry przy zachowaniu jej ducha do przetestowania podczas rozgrywek. Spośród sześciuset sugestii do ostatniego etapu panel ekspertów (Bob Dwyer, Wayne Erickson, Rod Kafer, Ewen McKenzie) dopuścił dwanaście, które miały być następnie przedysktowane z przedstawicielami wszystkich uczestniczących drużyn. W połowie sierpnia przedstawiono zmiany w zasadach gry i ich interpretacjach, spośród których najważniejsze to: zmiana punktacji za poszczególne zagrania (zwiększenie wartości punktowej podwyższenia z dwóch do trzech punktów, a zarazem zmniejszenie z trzech do dwóch za pozostałe kopy); przywrócenie uprawnień sędziego telewizyjnego do stanu sprzed 2013 roku; przyznawania punktu bonusowego nie za cztery przyłożenia, lecz za trzy więcej od rywali; zmniejszenie limitów czasowych na wykonywanie kopów oraz ustawienie młyna; zezwolenie na kontynuowanie gry z autu następującego po karnym, nawet gdy upłynął czas gry; zastosowanie prawa korzyści, gdy przeciwnicy nie walczą o piłkę w aucie, do którego nie nastąpił prosty wrzut.
Sponsorem tytularnym została firma Buildcorp, sponsorami Foxtel i Fox Sports, zaś partnerami technicznymi ASICS i Gilbert. Umowy partnerskie podpisały także InterContinental Hotels Group, Qantas oraz australijski oddział Allianz.
Zobowiązani do gry w rozgrywkach byli wszyscy zawodnicy zakontraktowani w zespołach Super Rugby nie powołani do reprezentacji narodowej (około 140), którzy zostali relatywnie równomiernie przydzieleni do poszczególnych drużyn. Ich składy zostały uzupełnione przez graczy wyłonionych z lokalnych rozgrywek klubowych. Reprezentanci kraju także zostali przydzieleni do poszczególnych zespołów, przede wszystkim ze względów promocyjnych, choć w miarę możliwości mogli uczestniczyć także w spotkaniach, gdyby pozwoliły na to obowiązki reprezentacyjne, a ich alokacja nastąpiła 21 lipca 2014 roku.
W fazie grupowej spotkania toczone były bez ewentualnej dogrywki, za zwycięstwo, remis i porażkę przysługiwały odpowiednio cztery, dwa i zero punktów, możliwe do zdobycia były także punkty bonusowe za porażkę maksymalnie siedmioma punktami oraz za zdobycie trzech przyłożeń więcej od rywali. W przypadku remisu w półfinale organizowana była dogrywka składająca się z dwóch dziesięciominutowych części, a jeśli i ona nie przyniosła rozstrzygnięcia, zwycięzcą zostawał zespół, który zdobył więcej przyłożeń w tym meczu, zaś w przypadku tej samej liczby przyłożeń do finału przechodziła drużyna, która w fazie grupowej zajmowała wyższą lokatę. W pojedynku finałowym natomiast po nierozstrzygniętej normalnej dogrywce przeprowadzana była kolejna, tym razem z zastosowaniem reguły nagłej śmierci, a w przypadku braku punktów obydwa zespoły wspólnie zdobywały trofeum.

## Uczestnicy
| Zespół              | Region                | Trener                    | Kapitan                                    |
| ------------------- | --------------------- | ------------------------- | ------------------------------------------ |
| Brisbane City       | Brisbane              | Nick Stiles               | Curtis Browning Dave McDuling              |
| Canberra Vikings    | Canberra              | Dan McKellar              | Fotu Auelua                                |
| Greater Sydney Rams | Sydney                | Brian Melrose             | Jed Holloway Hugh Perrett                  |
| Melbourne Rising    | Melbourne             | Sean Hedger               | Nic Stirzaker                              |
| NSW Country Eagles  | Nowa Południowa Walia | Darren Coleman            | Matt Carraro Cameron Treloar               |
| North Harbour Rays  | Sydney                | Phil Blake Geoff Townsend | Greg Peterson                              |
| Perth Spirit        | Perth                 | David Wessels/Kevin Foote | Rory Walton Sam Wykes Ian Prior Joe Savage |
| Queensland Country  | Queensland            | Steve Meehan              | Anthony Faingaʻa Beau Robinson Ben Adams   |
| Sydney Stars        | Sydney                | Chris Malone              | Pat McCutcheon Michael Hodge               |

## Faza grupowa

### Runda 1
| 21 sierpnia 201419:30 | Brisbane City | 45:20(16:20) | Sydney Stars | Ballymore Stadium, Brisbane Widzów: 3400 |
| 21 sierpnia 201419:30 |               | 45:20(16:20) |              | Ballymore Stadium, Brisbane Widzów: 3400 |

| 23 sierpnia 201414:30 | Canberra Vikings | 23:28(0:13) | Perth Spirit | Viking Park, Canberra |
| 23 sierpnia 201414:30 |                  | 23:28(0:13) |              | Viking Park, Canberra |

| 23 sierpnia 201415:00 | NSW Country Eagles | 31:2(2:2) | Greater Sydney Rams | Coogee Oval, Coogee |
| 23 sierpnia 201415:00 |                    | 31:2(2:2) |                     | Coogee Oval, Coogee |

| 24 sierpnia 201414:00 | Melbourne Rising | 55:32(21:26) | North Harbour Rays | AAMI Park, Melbourne Widzów: 2187 |
| 24 sierpnia 201414:00 |                  | 55:32(21:26) |                    | AAMI Park, Melbourne Widzów: 2187 |

### Runda 2
| 28 sierpnia 201419:30 | Greater Sydney Rams | 18:37(10:16) | Canberra Vikings | Pirtek Stadium, Sydney |
| 28 sierpnia 201419:30 |                     | 18:37(10:16) |                  | Pirtek Stadium, Sydney |

| 30 sierpnia 201415:00 | Queensland Country | 13:37(5:21) | NSW Country Eagles | Bond University, Gold Coast Widzów: 2000 |
| 30 sierpnia 201415:00 |                    | 13:37(5:21) |                    | Bond University, Gold Coast Widzów: 2000 |

| 31 sierpnia 201415:00 | Sydney Stars | 13:45(13:21) | Melbourne Rising | Leichhardt Oval, Leichhardt |
| 31 sierpnia 201415:00 |              | 13:45(13:21) |                  | Leichhardt Oval, Leichhardt |

| 31 sierpnia 201415:30 | Perth Spirit | 21:26(21:18) | Brisbane City | University of Western Australia, Perth Widzów: 2300 |
| 31 sierpnia 201415:30 |              | 21:26(21:18) |               | University of Western Australia, Perth Widzów: 2300 |

### Runda 3
| 4 września 201419:30 | North Harbour Rays | 21:33(13:16) | NSW Country Eagles | Brookvale Oval, Brookvale Widzów: 1982 |
| 4 września 201419:30 |                    | 21:33(13:16) |                    | Brookvale Oval, Brookvale Widzów: 1982 |

| 6 września 201414:00 | Perth Spirit | 34:44(21:10) | Greater Sydney Rams | Adelaide Airport Stadium, Adelaide Widzów: 2000 |
| 6 września 201414:00 |              | 34:44(21:10) |                     | Adelaide Airport Stadium, Adelaide Widzów: 2000 |

| 6 września 201414:30 | Canberra Vikings | 26:21(13:13) | Queensland Country | Viking Park, Canberra |
| 6 września 201414:30 |                  | 26:21(13:13) |                    | Viking Park, Canberra |

| 6 września 201415:00 | Brisbane City | 18:79(18:29) | Melbourne Rising | Ballymore Stadium, Brisbane |
| 6 września 201415:00 |               | 18:79(18:29) |                  | Ballymore Stadium, Brisbane |

### Runda 4
| 11 września 201419:30 | Melbourne Rising | 44:24(18:8) | Perth Spirit | AAMI Park, Melbourne |
| 11 września 201419:30 |                  | 44:24(18:8) |              | AAMI Park, Melbourne |

| 13 września 201417:10 | Queensland Country | 29:32(8:24) | North Harbour Rays | Cbus Super Stadium, Gold Coast |
| 13 września 201417:10 |                    | 29:32(8:24) |                    | Cbus Super Stadium, Gold Coast |

| 13 września 201415:00 | Greater Sydney Rams | 47:18(29:5) | Sydney Stars | Pirtek Stadium, Sydney Widzów: 1063 |
| 13 września 201415:00 |                     | 47:18(29:5) |              | Pirtek Stadium, Sydney Widzów: 1063 |

| 14 września 201415:00 | NSW Country Eagles | 26:34(10:29) | Brisbane City | Oakes Oval, Lismore |
| 14 września 201415:00 |                    | 26:34(10:29) |               | Oakes Oval, Lismore |

### Runda 5
| 18 września 201419:35 | Queensland Country | 24:13(8:13) | Greater Sydney Rams | Ballymore Stadium, Brisbane |
| 18 września 201419:35 |                    | 24:13(8:13) |                     | Ballymore Stadium, Brisbane |

| 20 września 201415:00 | NSW Country Eagles | 16:37(8:24) | Melbourne Rising | Wade Park, Orange |
| 20 września 201415:00 |                    | 16:37(8:24) |                  | Wade Park, Orange |

| 20 września 201415:00 | Sydney Stars | 37:37(13:13) | Canberra Vikings | Leichhardt Oval, Leichhardt |
| 20 września 201415:00 |              | 37:37(13:13) |                  | Leichhardt Oval, Leichhardt |

| 20 września 201417:30 | North Harbour Rays | 32:29(16:16) | Perth Spirit | Brookvale Oval, Brookvale |
| 20 września 201417:30 |                    | 32:29(16:16) |              | Brookvale Oval, Brookvale |

### Runda 6
| 25 września 201419:35 | Melbourne Rising | 34:13(26:8) | Canberra Vikings | AAMI Park, Melbourne Widzów: 1977 |
| 25 września 201419:35 |                  | 34:13(26:8) |                  | AAMI Park, Melbourne Widzów: 1977 |

| 28 września 201415:00 | Brisbane City | 29:13(5:13) | Queensland Country | Ballymore Stadium, Brisbane Widzów: 5000 |
| 28 września 201415:00 |               | 29:13(5:13) |                    | Ballymore Stadium, Brisbane Widzów: 5000 |

| 28 września 201415:00 | North Harbour Rays | 34:34(24:8) | Greater Sydney Rams | Brookvale Oval, Brookvale |
| 28 września 201415:00 |                    | 34:34(24:8) |                     | Brookvale Oval, Brookvale |

| 28 września 201415:30 | Perth Spirit | 63:21(26:13) | Sydney Stars | HBF Arena, Joondalup Widzów: 1445 |
| 28 września 201415:30 |              | 63:21(26:13) |              | HBF Arena, Joondalup Widzów: 1445 |

### Runda 7
| 2 października 201419:35 | Canberra Vikings | 21:21(5:8) | North Harbour Rays | Viking Park, Canberra |
| 2 października 201419:35 |                  | 21:21(5:8) |                    | Viking Park, Canberra |

| 3 października 201420:00 | Greater Sydney Rams | 56:29(32:13) | Brisbane City | Pirtek Stadium, Sydney Widzów: 1632 |
| 3 października 201420:00 |                     | 56:29(32:13) |               | Pirtek Stadium, Sydney Widzów: 1632 |

| 4 października 201415:30 | Perth Spirit | 68:29(31:13) | Queensland Country | Rockingham RUC, Perth |
| 4 października 201415:30 |              | 68:29(31:13) |                    | Rockingham RUC, Perth |

| 6 października 201415:00 | Sydney Stars | 24:26(16:21) | NSW Country Eagles | Leichhardt Oval, Leichhardt |
| 6 października 201415:00 |              | 24:26(16:21) |                    | Leichhardt Oval, Leichhardt |

### Runda 8
| 9 października 201419:35 | North Harbour Rays | 26:77(8:32) | Brisbane City | Brookvale Oval, Brookvale Widzów: 1852 |
| 9 października 201419:35 |                    | 26:77(8:32) |               | Brookvale Oval, Brookvale Widzów: 1852 |

| 11 października 201414:30 | Canberra Vikings | 37:42(13:18) | NSW Country Eagles | Viking Park, Canberra |
| 11 października 201414:30 |                  | 37:42(13:18) |                    | Viking Park, Canberra |

| 11 października 201415:00 | Greater Sydney Rams | 40:58(24:21) | Melbourne Rising | Pirtek Stadium, Sydney Widzów: 1500 |
| 11 października 201415:00 |                     | 40:58(24:21) |                  | Pirtek Stadium, Sydney Widzów: 1500 |

| 11 października 201415:00 | Queensland Country | 53:29(8:16) | Sydney Stars | Mike Carney Toyota Park, Townsville Widzów: 2500 |
| 11 października 201415:00 |                    | 53:29(8:16) |              | Mike Carney Toyota Park, Townsville Widzów: 2500 |

### Runda 9
| 16 października 201419:35 | Sydney Stars | 49:40(18:24) | North Harbour Rays | Leichhardt Oval, Leichhardt |
| 16 października 201419:35 |              | 49:40(18:24) |                    | Leichhardt Oval, Leichhardt |

| 18 października 201418:00 | NSW Country Eagles | 40:34(24:8) | Perth Spirit | Caltex Park, Dubbo |
| 18 października 201418:00 |                    | 40:34(24:8) |              | Caltex Park, Dubbo |

| 18 października 201418:00 | Melbourne Rising | 47:26(18:5) | Queensland Country | AAMI Park, Melbourne Widzów: 1924 |
| 18 października 201418:00 |                  | 47:26(18:5) |                    | AAMI Park, Melbourne Widzów: 1924 |

| 18 października 201416:35 | Brisbane City | 37:16(13:0) | Canberra Vikings | Suncorp Stadium, Brisbane |
| 18 października 201416:35 |               | 37:16(13:0) |                  | Suncorp Stadium, Brisbane |

## Faza pucharowa
|  |                            |                    |              |                        |    |               |               |       |
|  | Półfinał                   | Półfinał           | Półfinał     |                        |    | Finał         | Finał         | Finał |
|  | Półfinał                   | Półfinał           | Półfinał     |                        |    | Finał         | Finał         | Finał |
|  | 24 października 2014 19.35 |                    |              |                        |    |               |               |       |
|  |                            |                    |              |                        |    |               |               |       |
|  | NSW Country Eagles         | NSW Country Eagles | 26           |                        |    |               |               |       |
|  | NSW Country Eagles         | NSW Country Eagles | 26           | 1 listopada 2014 19.35 |    |               |               |       |
|  | Brisbane City              | Brisbane City      | 32           |                        |    |               |               |       |
|  | Brisbane City              | Brisbane City      | 32           |                        |    | Brisbane City | Brisbane City | 37    |
|  | 25 października 2014 15.35 |                    |              |                        |    | Brisbane City | Brisbane City | 37    |
|  |                            |                    | Perth Spirit | Perth Spirit           | 26 |               |               |       |
|  | Melbourne Rising           | Melbourne Rising   | Perth Spirit | Perth Spirit           | 26 | 29            |               |       |
|  | Melbourne Rising           | Melbourne Rising   |              |                        |    |               |               |       |
|  | Perth Spirit               | Perth Spirit       | 45           |                        |    |               |               |       |
|  | Perth Spirit               | Perth Spirit       | 45           |                        |    |               |               |       |

| 24 października 201419:35 | NSW Country Eagles | 26:32(26:16) | Brisbane City | Central Coast Stadium, Gosford Sędzia: Angus Gardner |
| 24 października 201419:35 |                    | 26:32(26:16) |               | Central Coast Stadium, Gosford Sędzia: Angus Gardner |

| 25 października 201415:35 | Melbourne Rising | 29:45(8:13) | Perth Spirit | AAMI Park, Melbourne Sędzia: Will Houston |
| 25 października 201415:35 |                  | 29:45(8:13) |              | AAMI Park, Melbourne Sędzia: Will Houston |

| 1 listopada 201419:35 | Brisbane City | 37:26(24:21) | Perth Spirit | Ballymore Stadium, Brisbane Widzów: 7889 Sędzia: Rohan Hoffmann |
| 1 listopada 201419:35 |               | 37:26(24:21) |              | Ballymore Stadium, Brisbane Widzów: 7889 Sędzia: Rohan Hoffmann |